# 이것이 법이다
"이것이 법이다"(This Is Law)는 대한민국의 영화이다.

## 줄거리
미궁 속으로 빠져드는 연쇄살인사건...
가슴에 타롯 한 장이 꽂인 채 잔인하게 살해당한 시체가 발견된다. 피해자는 강간살해 용의자로 지명되었지만 법정에서 증거 불충분으로 무죄 판결을 받은 바 있는 막강한 재력가의 아들. 곧이어 살해 장면은 살인범이 개설한 것으로 보이는 인터넷 홈페이지를 통해 방송되기에 이른다. 현실의 법으로 제제가 불가능한 사회의 쓰레기들을 자신의 법으로 처단하겠다는 연쇄살인범은 자신의 정당성을 인터넷 홈페이지를 통해 알리고 살인은 계속될 것이라는 경고성 글을 남긴다. 이 문제의 홈페이지는 폭발적인 조회수를 기록하는 기현상을 보이고, 이 지능적인 연쇄살인범에 속수무책으로 당하던 경찰은 자구책으로 봉 형사(임원희), 하 형사(장항선)가 소속된 강력반과 표형사(김민종), 강형사(신은경)의 특수부를 중심으로 특별수사반을 구성, 수장으로는 노련한 형사 김 반장(주현)을 임명한다.
사건을 해결하기 위해 구성된 특별수사반은 강력반과 특수부의 만남부터 삐걱거린다. 말보다는 주먹이 먼저인 다혈질 성격의 봉 형사와 냉철하고 엘리트적 사고 방식을 지닌 표형사는 서로의 수사 스타일 자체가 마음에 들지 않지만 어쩔 수 없이 사건을 함께 풀어 나가야 하는 상황. 봉형사는 표형사를 비롯한 특수부가 영 내키지 않지만 섹시하고 시원시원한 강형사(신은경 분)에 대한 애정만큼은 각별하다. 사사건건 부딪히며, 두 형사는 조금씩 연쇄살인범에게 접근해 가지만 지능적인 범인은 좀처럼 모습을 드러내지 않는다. 소재를 파악하고 출동할 때마다 유유히 그 장소를 빠져나가는 범인. 여기에 특별수사반 사무실에 도청장치가 발견되면서 내부에 공범이 있다는 의문이 제기되고 강력반과 특수부의 갈등 속에 사건은 더욱 미궁으로 빠져가게 되는데.

## 캐스팅
- 임원희 - 봉수철 역
- 김민종 - 효준호 역
- 신은경 - 강민주 역
- 장항선 - 허 형사 역
- 주현 - 김 반장 역
- 윤승원 - 나 형사 역
- 김갑수 - 박시종 역
- 윤주상 - 고 차장 역
- 송귀설 - 송태문 역
- 김승옥 - 닥터 큐 역
- 이병욱 - 주상훈 역
- 김영웅 - 마구리 역
- 권태원 - 이 형사 역
- 현숙희 - 김 반장 부인 역
- 이우석 - 과학반 1 역
- 박우열 - 특수부 4 역
- 오성태 - 특수부 5 역
- 김경룡 - 노숙자 / 살인사건 목격자 역
- 김구택 - 엘리트형사 역
- 이용직 - 마구리 일당 1 역
- 성기윤 - 칼잡이 일당 5 역
- 이경영 (특별출연)
- 권해효 (특별출연)
- 윤다훈 (특별출연)
- 공형진 (특별출연)
- 정형기 (특별출연)
- 조선묵 (특별출연)
- 임대일 (특별출연)
- 정주환 (특별출연)
- 최왕순 (특별출연)
- 김동욱 (특별출연)

## 관객수
- 서울 87,210명(2002년 이월 포함 - 2001년 한국영화흥행순위 22위)

※ 출처- KOBIS 영화관 입장권 통합 전산망